# Grand prieur
Le grand prieur de l'ordre de Saint-Jean de Jérusalem avait deux sens : celui du prieur conventuel de l'église Saint-Jean de Rhodes mais aussi celui d'un titre de courtoisie donné au prieur du grand prieuré de France. 

## Historique
Les dignitaires de l'Ordre à la tête d'un grand prieuré portaient le titre de prieur. Il faut noter quelques exceptions quand le grand prieuré de France attira la convoitise des rois de France. Ceux-ci profitèrent souvent de leur pouvoir pour faire nommer un prince ou un bâtard  de la famille royale aux fonctions de prieur du grand prieuré de France, ils portèrent alors souvent le titre de grand prieur de France, royauté oblige. Cela a été le cas de Charles d'Angoulême fils naturel de Charles IX, d'Alexandre de Vendôme fils d'Henri IV ou de Jean Philippe d'Orléans fils naturel du Régent Philippe d'Orléans.

## Sources
- Alain Blondy, L'ordre de Malte au XVIIIe siècle Des dernières splendeurs à la ruine, Paris, Bouchene, 2002, nombre de pages (ISBN 2-912946-41-7)